# ルース・ブラウン

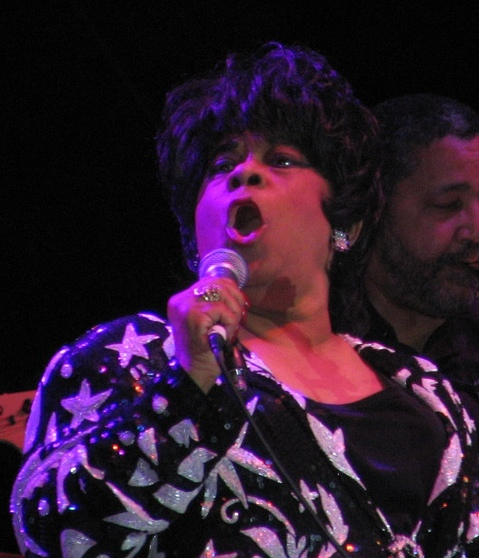
ルース・ブラウン（2005年）

ルース・ブラウン（Ruth Brown、1928年1月12日 - 2006年11月17日）は、アメリカ合衆国のR&B歌手である。1950年代にポピュラー音楽のスタイルをR&Bに持ち込んだ曲をアトランティック・レコードから数多く発表した。1960年代には活動を控えたこともあったが、1970年代中ごろから活動再開しグラミー賞受賞などの栄冠を得ていた。ラッパーのラキムは彼女の甥に当たる。

## 来歴

### 初期のキャリア
バージニア州ポーツマスに、7人兄弟の長女として生まれる。出生時の姓名はRuth Alston Weston。港湾労働者だった父は地元の教会で聖歌隊の指導も行っていた。一時はそこに加わりゴスペルを歌っていたが、やがてルースはUSOやナイトクラブで歌う方を選んだ。1945年、ルースはトランペット奏者のジミー・ブラウンとともにポーツマスの家を出て、すぐ彼と結婚した。バーやクラブで歌手の仕事をしていたが、一時はラッキー・ミリンダーのオーケストラに一ヶ月ほど所属した。ところがバンド内に飲酒のクセを持ち込んでしまい、ワシントンD.C.に置き去りにされる形で解雇されてしまった。

### デビューそしてR&Bの女王へ
別なバンドを率いていたブランシュ・キャロウェイとキャブ・キャロウェイの姉弟は、クビになったルースを誘いワシントンのナイトクラブ、クリスタル・キャバーンズ (Crystal Caverns)でのギグを行った。そこで彼女の才能に確信を持った姉弟はルースのマネージャーについた。また、当地のディスクジョッキーだったウィリス・コノバーも彼女の唱歌力を評価し、アトランティック・レコードの創始者であるアーメット・アーティガンとハーブ・エイブラムソンに紹介した。ところが、交通事故で重傷を負い9ヶ月の入院生活を余儀なくされたルースは、一度は予定されたオーディションをあきらめざるを得なかった。しかし、1948年にアーティガンとエイブラムソンはわざわざニューヨークから自動車でワシントンに出向き、ナイトクラブで歌う彼女の歌を聴いて契約を決めた。ルースの歌う曲はたいてい大衆的なバラッドが中心だったが、アーティガンはR&Bへの転向を説得した。ただし、彼女本来の資質を損なわないように、アーティガンは彼女に用意した曲にはブルース的な脚色を抑制しポップさを充分に残しつつ新鮮で洗練されたアレンジを施した。
1949年、「So Long」でデビュー。ヒットとなり、1950年にリリースしたルディ・トゥームズ作曲の「Teardrops from My Eyes」もこれに続いた。この陽気な調子をもつ曲は、ビルボード誌のR&Bヒットチャートの1位を11週連続で占め、R&B歌手としてのルース地位を確立したものとなった。彼女には「ミス・リズム」のニックネームが使われるようになり、またR&Bの女王としても知られることとなり、「R&B」とは「Rhythm and Blues」ではなく「Ruth Brown」を略しているとまで言われた。
ルースのヒット曲は、「I'll Wait for You」「I Know」(1951年)、「5-10-15 Hours」「ママ、あの人ったらひどいのよ」((Mama) He Treats Your Daughter Mean)(1953年)、「Oh What a Dream」「Mambo Baby」(1954年)、「Don't Deceive Me」(1960年)と続いた。また「Little Miss Rhythm」「The girl with the teardrop in her voice」も彼女の代表曲として知られている。彼女のレコードは、1949年から1955年にかけてR&Bレコードチャート・トップ10に149週間にわたりチャートインするほどヒットした。その16曲のうち5曲は1位を記録した。彼女はアトランティック・レコードの看板歌手として活躍し、社のビルは「ルース御殿」とまで呼ばれる程だった。

### 復帰
1960年代に入ると、ルースは家庭を優先してあまり公的な活動をしなくなっていた。しかし1975年にコメディアンのレッド・フォックスに切望されて復帰。シチュエーション・コメディの『ハロー・ラリー』、ジョン・ウォーターズの映画『ヘアスプレー』ではファンキーなレコード店の店主役で、またトニー賞を受賞したミュージカル『ブラック・アンド・ブルー』などへの出演もこなしつつ、歌手としてもミュージカルの曲を集めたアルバム『ブルース・オン・ブロードウェイ』(1989年)でグラミー賞最優秀女性ボーカル賞を受賞した。1989年にはPioneer Awardを受賞し、1993年にはThe Queen Mother of the Bluesとしてロックの殿堂入りを果たした。また、1993年にはB.B.キングのアルバム『ブルース・サミット』にフィーチャリング・ゲストとして参加。その後も、同じくロックの殿堂入りしているチャールズ・ブラウンと共演したり、1990年代後半には女性ブルース・ギタリストのパイオニアのひとりボニー・レイットと公演ツアー「Road Tested」をこなすなどの活躍を見せていた。また、1995年には自伝『Miss Rhythm』を発売、音楽ジャーナリストを対象としたGleason Awardを受賞した。
一方で、1987年にハウエル・ベーグルらとリズム・アンド・ブルース財団を設立しミュージシャンの権利とロイヤリティーを守る活動に当たった。
『JazzImprov』誌に掲載されたStephen Thanabalanの記事によると、ルースは多くの黒人女性にとって尊敬を集めるシンボルとして支持されており、またボニー・レイットなど後進のブルース歌手に多大な影響を与えた存在でもあるとされている。
2006年にはゼネラルモーターズ社のハマーH3のコマーシャルに彼女の「This Little Girl's Gone Rockin'」が使われた。

### 死去
2006年、ルースはラスベガス近郊の病院で死去した。10月に外科手術を受けていたが、死因は心臓発作と卒中だった。

## ディスコグラフィ

### スタジオ・アルバム
- 『ロック&ロール』 - Rock & Roll (1957年、Atlantic)
- Miss Rhythm (1959年、Atlantic)
- 『レイト・デート・ウィズ・ルース・ブラウン』 - Late Date with Ruth Brown (1959年、Atlantic)
- Along Comes Ruth (1962年、Philips)
- Gospel Time (1962年、Philips)
- 『65』 - Ruth Brown '65 (1965年、Mainstream)
- 『ブラック・イズ・ブラウン・アンド・ブラウン・イズ・ビューティフル』 - Black Is Brown and Brown Is Beautiful (1969年、Skye)
- 『ザ・リアル・ルース・ブラウン』 - The Real Ruth Brown (1972年、Cobblestone/Buddah)
- Sugar Babe (1976年、President) ※『Brown Sugar』として1985年に再発
- You Don't Know Me (1978年、Dobre)
- 『ブルース・オン・ブロードウェイ』 - Blues on Broadway (1989年、Fantasy)
- Brown, Black & Beautiful (1990年、SDEG/Ichiban)
- 『ファイン・アンド・メロウ』 - Fine and Mellow (1991年、Fantasy)
- 『ザ・ソングス・オブ・マイ・ライフ』 - The Songs of My Life (1993年、Fantasy)
- R + B = Ruth Brown (1997年、Bullseye Blues)
- A Good Day for the Blues (1999年、Bullseye Blues)

### ライブ・アルバム
- The Soul Survives (1982年、Flair)
- Takin' Care of Business (1983年、Stockholm)
- Have a Good Time (1988年、Fantasy)
- Live in London (1995年、Jazz House)

### コンピレーション・アルバム
- 『ベスト・オブ・ルース・ブラウン』 - The Best of Ruth Brown (1962年、Atlantic)
- Miss Rhythm (Greatest Hits And More) (1989年、Atlantic)

### 参加アルバム
サド・ジョーンズ & メル・ルイス
- 『ビッグ・バンド・サウンド』 - The Big Band Sound of Thad Jones/Mel Lewis Featuring Miss Ruth Brown (1968年、Solid State)

ベニー・カーター
- Benny Carter Songbook (1996年、MusicMasters)
- Benny Carter Songbook Volume II (1997年、MusicMasters)